# Skrædderduelse
Skrædderduelse er en sønderjysk egnsret bestående af kartofler og røget flæsk med sovs, dyppelse, kaldet skrædderduels(e). Det er en spareret for fattigfolk, her personificeret ved en skrædder, hvor skrædderduelse betyder fattigmandsdyppelse.
Røgede flæsketerninger brunes, og snittede løg tilsættes. Dernæst laves dyppelsen ved at tilsætte mel og mælk, evt. sur fløde, og det jævnes til en tyk sovs. Duelsen spises til kogte kartofler.